# The Smiling Lombana
The Smiling Lombana és una pel·lícula documental colombiana de 2019 dirigida per Daniela Abad. Estrenat el 17 de gener de 2019, el documental, basat en la vida de l'artista colombià Tito Lombana, va participar en el Festival Internacional de Cinema de Cartagena de Indias, al Festival Internacional del Nou Cinema Llatinoamericà de l'Havana i el Festival Internacional de Cinema de Tunja, entre d'altres. En 2019 va guanyar dos Premis Macondo, lliurats per la Acadèmia Colombiana d'Arts i Ciències Cinematogràfiques, incloent el de Millor Documental.

## Sinopsi
El documental, dirigit per la seva neta, explora la vida i obra de Tito Lombana, escultor colombià d'origen costaner al qual se li atribueix, entre altres coses, la creació del famós monument de "Los Zapatos Viejos". a aconseguir plasmar la fauna marina en escultures de marbre molt benvolgudes. L'escultor va morir en 1998.

## Reconeixements
Va participar en els documentals de la secció oficial de la XXV Mostra de Cinema Llatinoamericà de Catalunya Va obtenir el gran premi i el premi de l'audiència documentals al Festival de Cinema Llatinoamericà de Tolosa de Llenguadoc de 2019.